# آلدو برتوکو
آلدو برتوکو (فرانسوی: Aldo Bertocco‎; ۷ دسامبر ۱۹۱۱ – ۹ آوریل ۱۹۹۰) دوچرخه‌سوار اهل فرانسه بود.